# Adriana Benetti
Adriana Benetti (Ferrara, 4 de diciembre de 1919-Roma, 24 de febrero de 2016) fue una actriz italiana.

## Biografía
Benetti se graduó en el Istituto Magistrale y posteriormente se estableció en Roma, donde fue aceptada en el Centro Experimental de Cine. En su estancia en dicho centro fue descubierta por Vittorio De Sica, debutando a los 22 años como actriz principal en el film Teresa Venerdì.
Se especializó en papeles de chica sencilla e ingenua por lo que fue conocida como "fidanzatina d'Italia" (la novia de Italia), apodo acuñado para distinguirla de Assia Noris que era la "fidanzata". A consecuencia de ello y al ir haciéndose mayor, sus apariciones cinematográficas fueron decreciendo hasta su retirada definitiva en 1957 con el film A vent'anni è sempre festa cuando solo tenía 38 años de edad.
Desde su inicio como actriz en 1941 hasta su retirada en 1957 participó en un total de veintiséis películas.
Murió en 2016 a la edad de 96 años.